# يالكن حافظ أغلو
يالكين حافظ أوغلو (من مواليد 18 أغسطس 1989 في اسطنبول، تركيا) هو ممثل وموسيقي تركي.

## السيرة الذاتية
ولد في 18 أغسطس 1989 في اسطنبول . والده سامسون وأمه مهاجرة من سكوبي ، مقدونيا. أكمل تعليمه الابتدائي في مدارس كالاميس الخاصة. بعد ذلك ، تخرج من مدرسة جوزتيبي يشيلبهار الثانوية ، ومدرسة جوزتيبي إحسان كورشون أوغلو الأناضولية الثانوية وجامعة كوجالي للهندسة البيئية.

### التمثيل
كان لديه شغف بالتمثيل منذ سن مبكرة. تلقت تدريبًا على التمثيل من نازان كوجاك ، دنيز إردم ، سويدا جيل ، ديستان باتماز ، بيرنا أديغوزل في 2014-2016. كان أول أداء له في حياته المهنية هو شخصية 'سليم' في مسلسل ' حب للإيجار ' على قناة ستار تي في كممثل ضيف في عام 2016. لعب دور شخصية 'Roy' في فيلم '' ديسكفري كاناكالي '' للمخرج فولكان كوكاتورك ، الذي بدأ تصويره عام 2016 ، بتاريخ رؤية عام 2018. لقد كان يصور شخصية 'خضرعلي شاكربيلي' في مسلسل قطاع الطرق لن يحكموا العالم ، الذي يبث على أي تي في منذ نوفمبر 2016.

### موسيقى
بدأ اهتمامه بالموسيقى في سنوات طفولته. تلقى تدريبًا على الطبلة من يوسيل براك في 1999-2003. كانت تجربته في المرحلة الأولى هي عرض عيد الميلاد عام 2001 مع مجموعة المدرسة. خلال سنوات دراسته الثانوية ، شارك في مسابقة الموسيقى بين المدارس الثانوية مع مجموعته المدرسية. في هذه المسابقة ، في عام 2006 ، فاز شخصيًا بجائزة أفضل آلة وجائزة أفضل تكوين مع مجموعته.
غنت مع العديد من الفرق في البلوز ، روك و المعادن الأنماط في 2008-2015. هلا فعلنا؟ ، الذي صنع موسيقى اندي روك في عام 2017. مع فرقة «هلا فعلنا»؟ أصدر ألبومه . في عام 2018 ، أسس شركة نقس للتسجيلات مع فكرت إرتان وفاروق أيدين توكسوز. أصدر ألبوم «العيش في الخطيئة»  مع مجموعة الكيرا ، والذي يصنع الموسيقى بأسلوب بروجريسيف ميتال ضمن نفس للتسجيلات. لعب في ألبوم فكرت إرتان 'اعطني فرصة' . «أين أنا؟» بعنوان ساعة التحكم في الأعطال بأسلوب موسيقى الروك التركية. وأصدرت ألبوم  العقرب يلكوفام.

## فيلموغرافيا

### مسلسل
| عام                   | عمل                         | وظيفة           |
| --------------------- | --------------------------- | --------------- |
| 2016 إلى الوقت الحاضر | قطاع الطرق لن يحكموا العالم | خضرعلي شاكربيلي |
| 2016                  | حب للايجار                  | سليم            |

### فيلم
| عام  | عمل              | وظيفة |
| ---- | ---------------- | ----- |
| 2018 | اكتشاف جناق قلعة | روي   |

### مقطع فيديو
| عام  | الفنان                 | عمل                       | ملاحظات                             |
| ---- | ---------------------- | ------------------------- | ----------------------------------- |
| 2019 | ساعة التحكم في الأعطال | عقرب الساعات عقرب الدقائق | موسيقي ، منتج                       |
| 2018 | ساعة التحكم في الأعطال | للمرة الأخيرة             | موسيقي او عازف                      |
| 2018 | ساعة التحكم في الأعطال | ضرب رأسك                  | موسيقي ، منتج ، مخرج ، كاتب سيناريو |
| 2018 | الكيرا                 | يندرج ضمن                 | موسيقي ، منتج                       |
| 2012 | جوركان إرسوي           | البلدة القديمة            | موسيقي او عازف                      |

## ديسكغرفي
| عام  | الفنان                 | عمل                       | ملاحظات                        |
| ---- | ---------------------- | ------------------------- | ------------------------------ |
| 2019 | ساعة التحكم في الأعطال | عقرب الساعات عقرب الدقائق | 3 طرق منفرد ، موسيقي ، منتج    |
| 2018 | ساعة التحكم في الأعطال | أين أنا؟                  | 3 طرق منفرد ، موسيقي ، منتج    |
| 2018 | الكيرا                 | العيش في الخطيئة          | قطعتان مفردتان ، موسيقي ، منتج |
| 2018 | فكرت ارتان             | أعطني فرصة                | ألبوم EP ، موسيقي              |
| 2017 | هلا فعلنا؟             | هلا فعلنا؟                | ألبوم EP ، موسيقي              |

## جوائز و ترشيحات
| عام  | منظمة                             | جائزة            | نتيجة     |
| ---- | --------------------------------- | ---------------- | --------- |
| 2006 | 9. مسابقة موسيقى المدرسة الثانوية | أفضل آلة موسيقية | واحد. كان |

## روابط خارجية
- Yalçın Hafızoğlu في IMDB
- Yalçın Hafızoğlu في SinemaTürk
- Yalçin Hafızoğlu على الموقع الرسمي
- Yalçın Hafızoğlu على Instagram
- Yalçın Hafızoğlu على تويتر
- Yalçın Hafızoğlu على موقع يوتيوب

1. ↑  Česko-Slovenská filmová databáze | Yalçın Hafızoğlu (بالتشيكية), 2001, QID:Q3561957